# Yokkaichi
Yokkaichi (jap. 四日市市  Yokkaichi-shi) – miasto w Japonii, w prefekturze Mie, w środkowej części głównej wyspy Honsiu (Honshū), ważny port nad zatoką Ise (Ocean Spokojny).
Miasto i port są częścią Regionu Przemysłowego Chūkyō.

## Miasta partnerskie
- Stany Zjednoczone: Long Beach
- Chińska Republika Ludowa: Tiencin
- Australia: Sydney